# Уврнути петак 2
Уврнути петак 2 (енгл. Freakier Friday) америчка је филмска комедија из 2025. Режију потписује Ниша Ганатра, по сценарију Џордан Вајс. Наставак је филма Уврнути петак (2003). Главне улоге тумаче Џејми Ли Кертис и Линдси Лохан.
Премијера је приказана 22. јула 2025. у Лос Анђелесу. Добио је позитивне рецензије критичара.

## Улоге
| Глумац              | Улога         |
| ------------------- | ------------- |
| Џејми Ли Кертис     | Тес Колман    |
| Линдси Лохан        | Ана Колман    |
| Џулија Батерс       | Харпер Колман |
| Софија Хамонс       | Лили Дејвис   |
| Мени Хасинто        | Ерик Дејвис   |
| Марк Хармон         | Рајан         |
| Чед Мајкл Мари      | Џејк          |
| Матреји Рамакришнан | Ела           |
| Розалинд Чао        | Пеј-Пеј       |
| Рајан Малгарини     | Хари Колман   |
| Стивен Тоболовски   | Елтон Бејтс   |